# Valli del Torre
Le Valli del Torre sono un'area geografica del Friuli orientale, situata nella parte centrale dell’arco delle Prealpi Giulie, attraversate dal corso del fiume Torre e dai suoi affluenti: lambiscono a sud gli abitati dell’alta pianura orientale a nord-est di Udine, risalgono ad est lungo le Valli del Natisone per definire poi il confine italo-sloveno, demarcando a nord la catena dei Monti Musi e la Val Resia e confinando ad ovest con il comprensorio del Gemonese.

## Geografia fisica
Le valli del Torre si snodano dalle sorgenti del fiume Torre presso Musi di Lusevera, alle falde dei Monti Musi, fino a Tarcento e infine a Povoletto, aprendosi a ventaglio verso la pianura friulana, e in ognuna di esse corre un affluente del Torre e dove esso raggiunge il piano sorge un centro urbano, formando così un asse urbano che corre parallelo ai rilievi, da Tarcento a Torreano, attraverso Nimis, Attimis e Faedis. Assieme alle vicine Valli del Natisone, la zona (esclusi i comuni di Povoletto, Cassacco, Magnano in Riviera, e le frazioni non montane di Attimis, Faedis, Tarcento e Nimis) viene chiamata Slavia Friulana, o Slavia Veneta o ancora Slavia Italiana, oppure Benecía (dallo sloveno Benečija o Beneška Slovenija).  Il territorio rientra in provincia di Udine e comprende i seguenti comuni: Attimis, Cassacco, Faedis, Lusevera, Magnano in Riviera, Nimis, Povoletto, Taipana, Tarcento.

## Galleria d'immagini

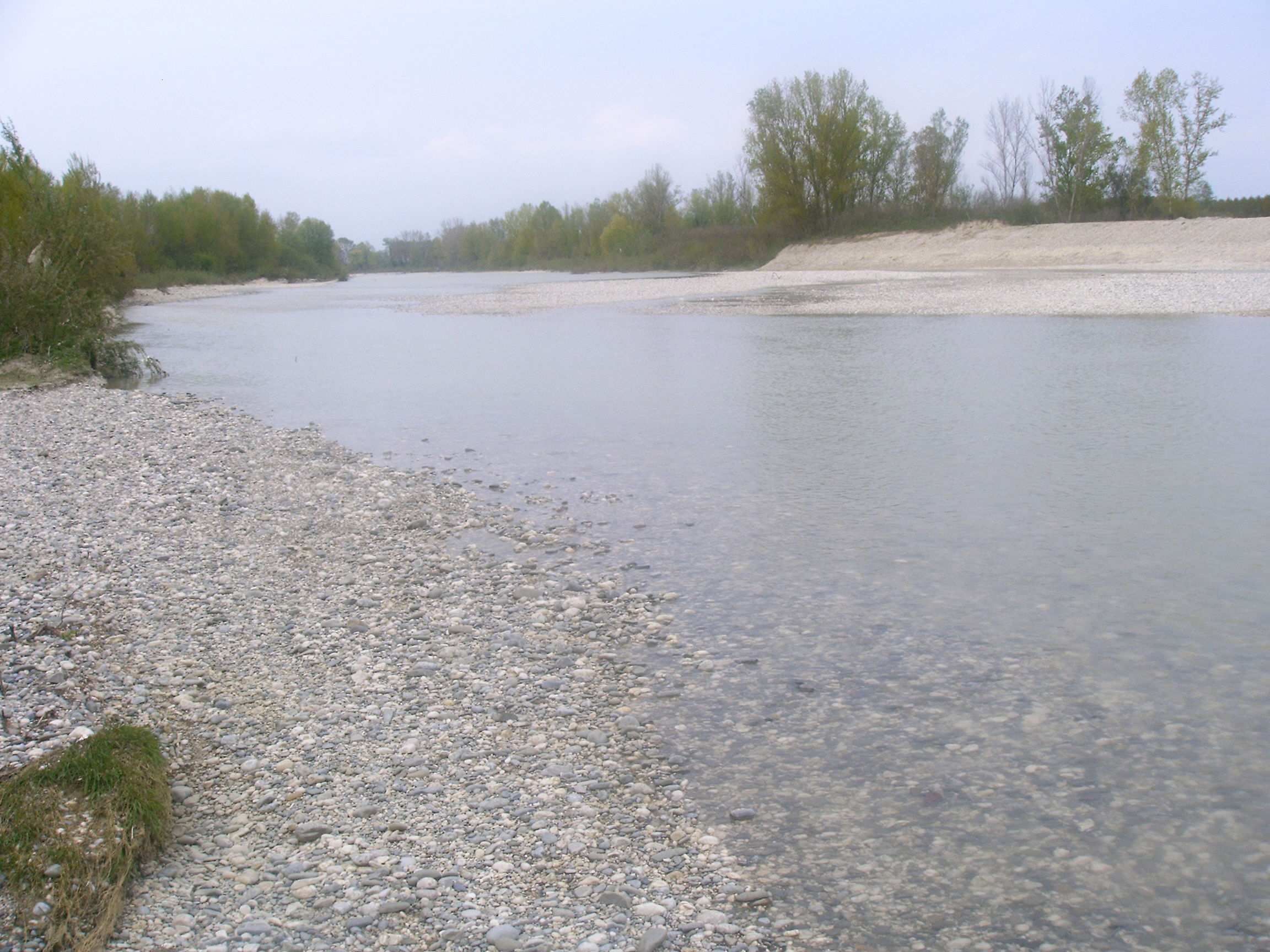
Fiume Torre
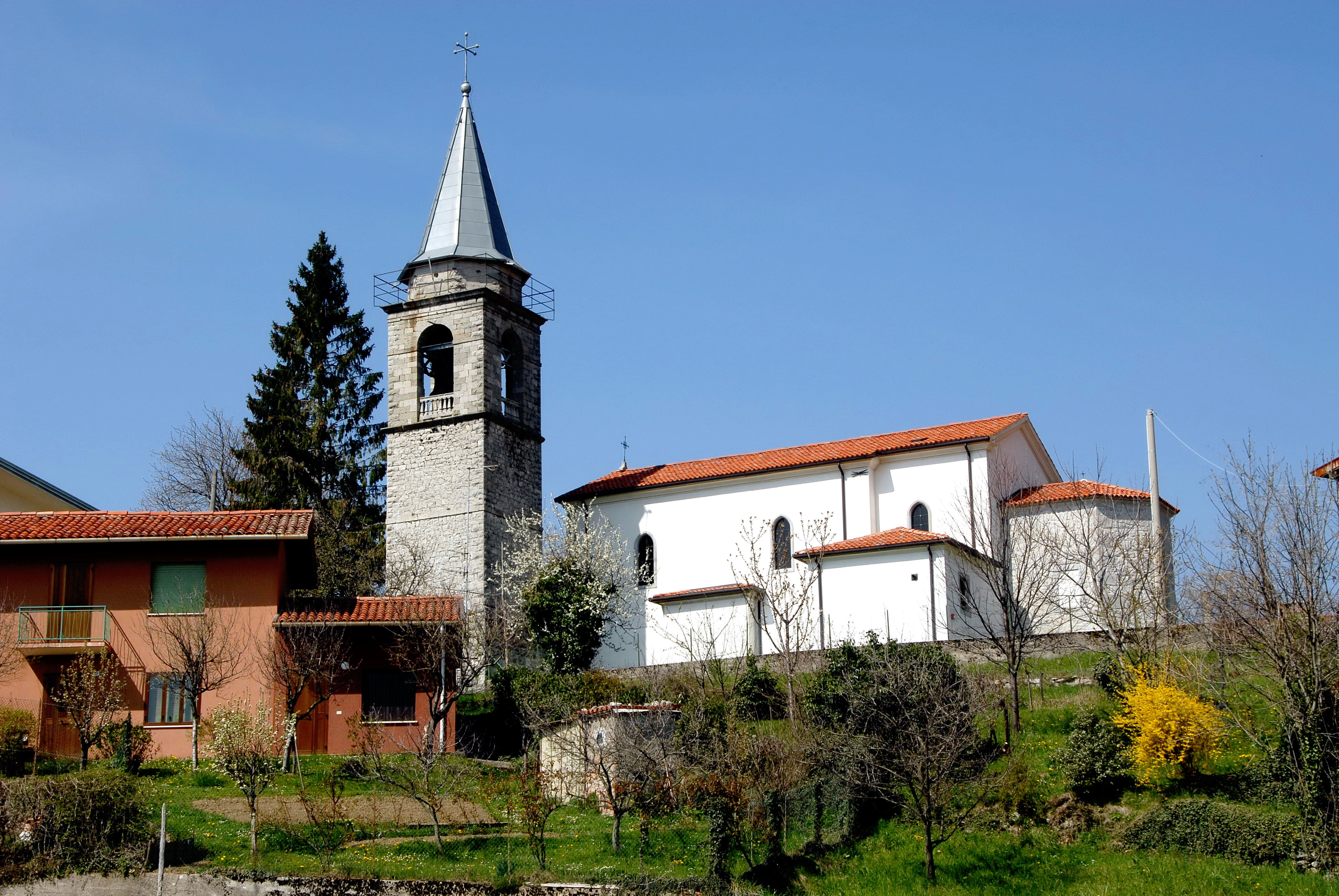
Attimis
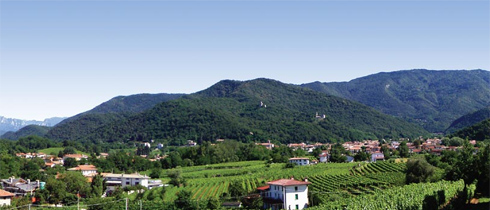
Faedis
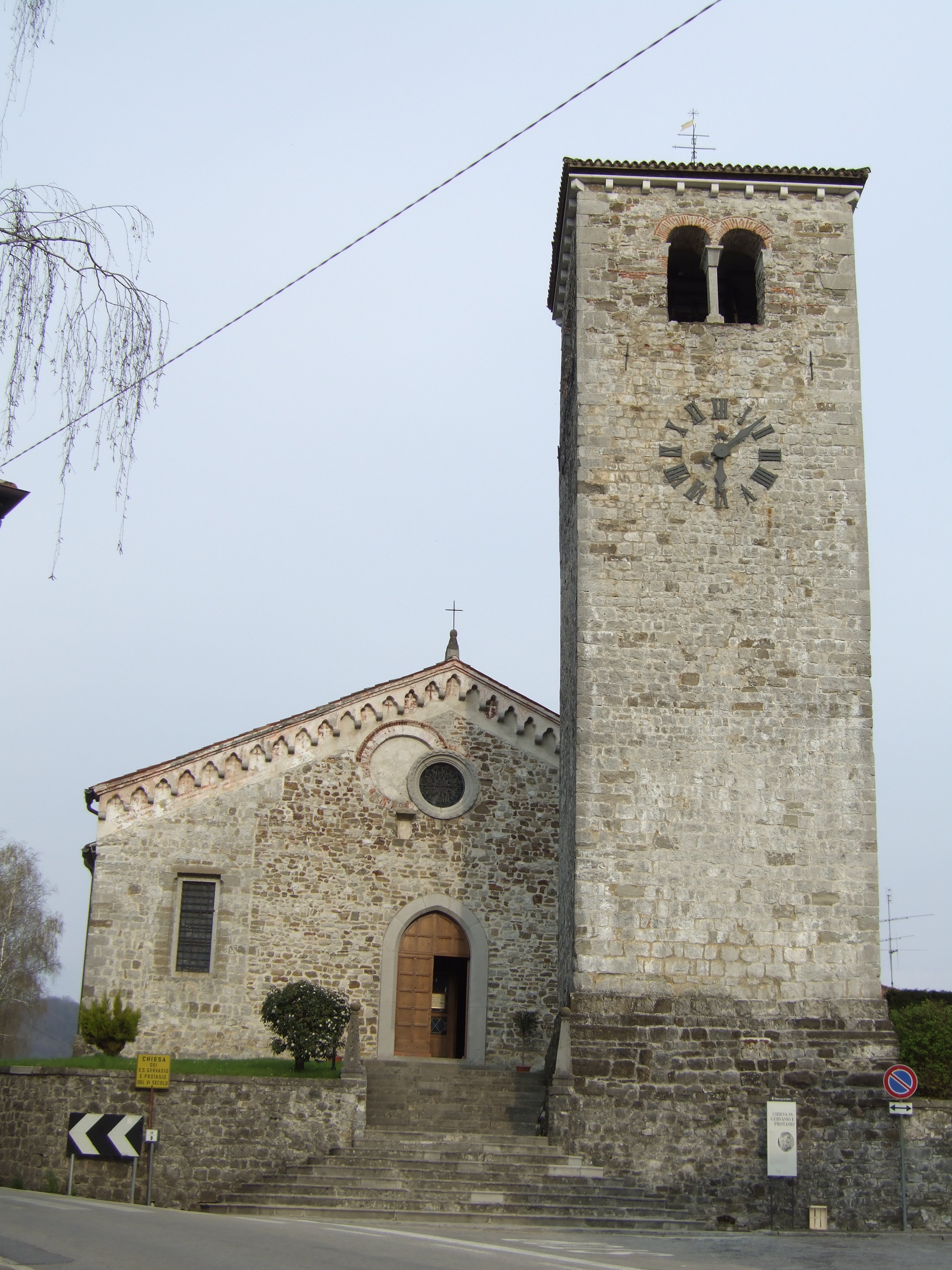
Nimis
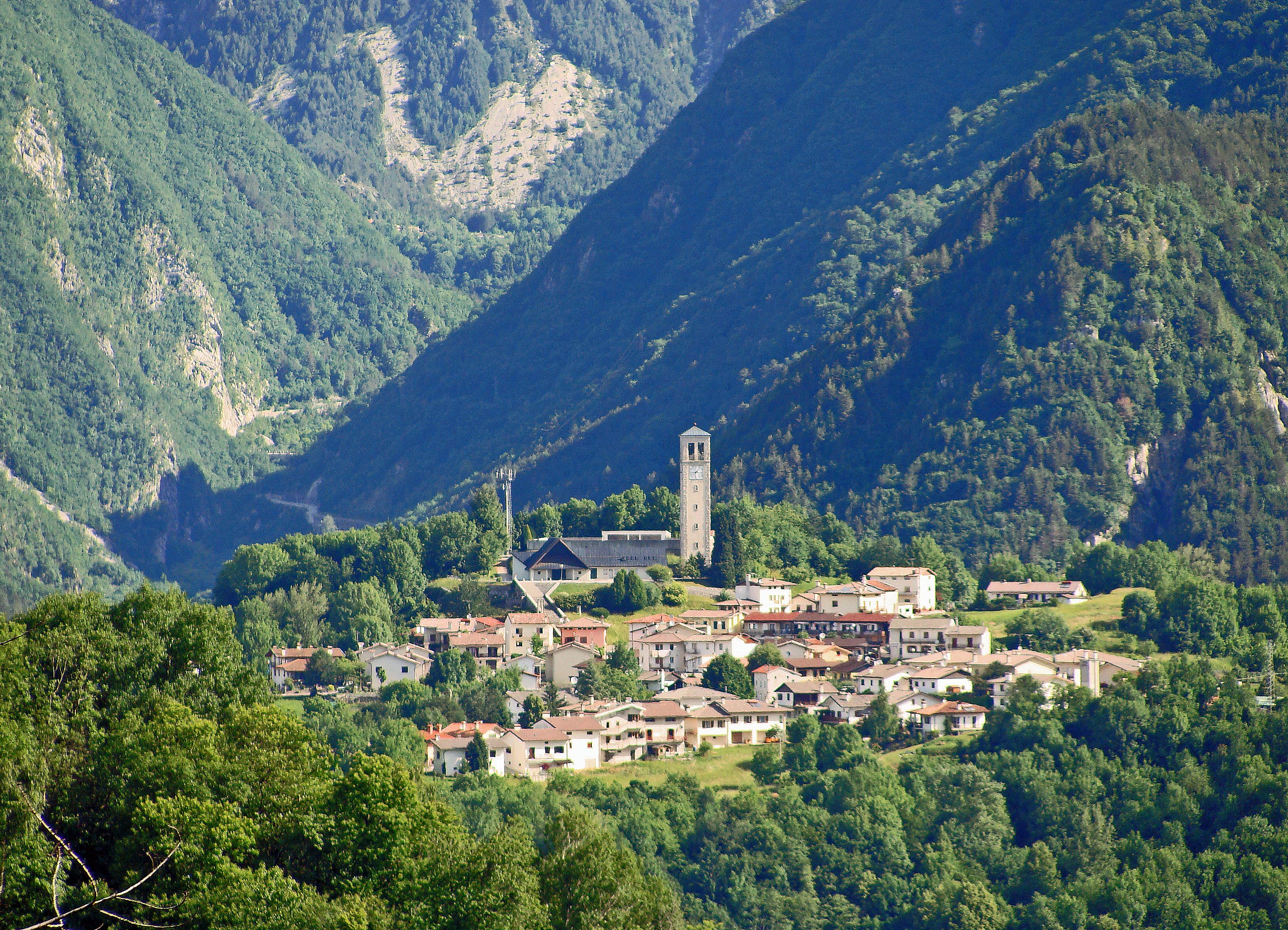
Lusevera
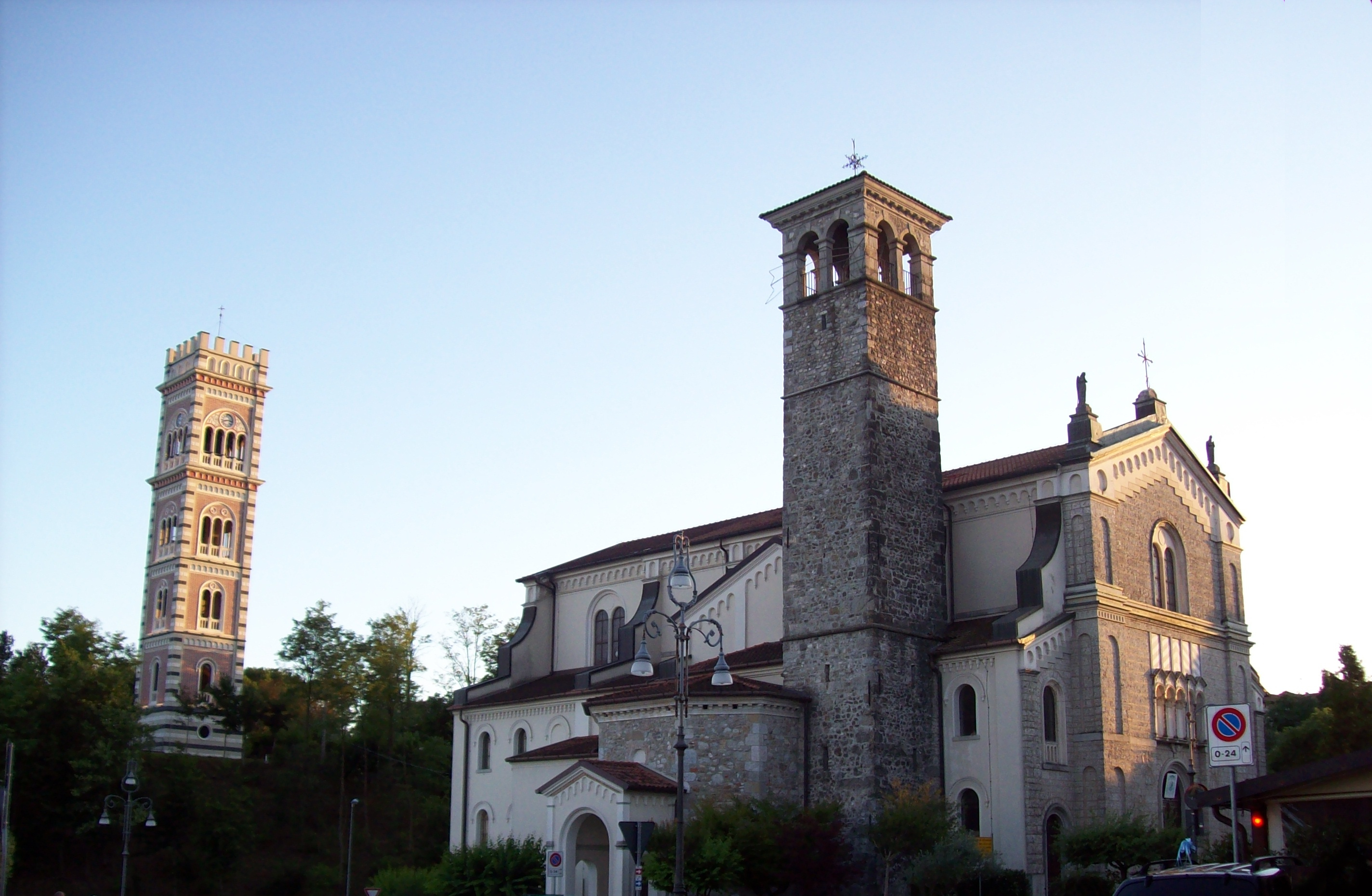
Cassacco
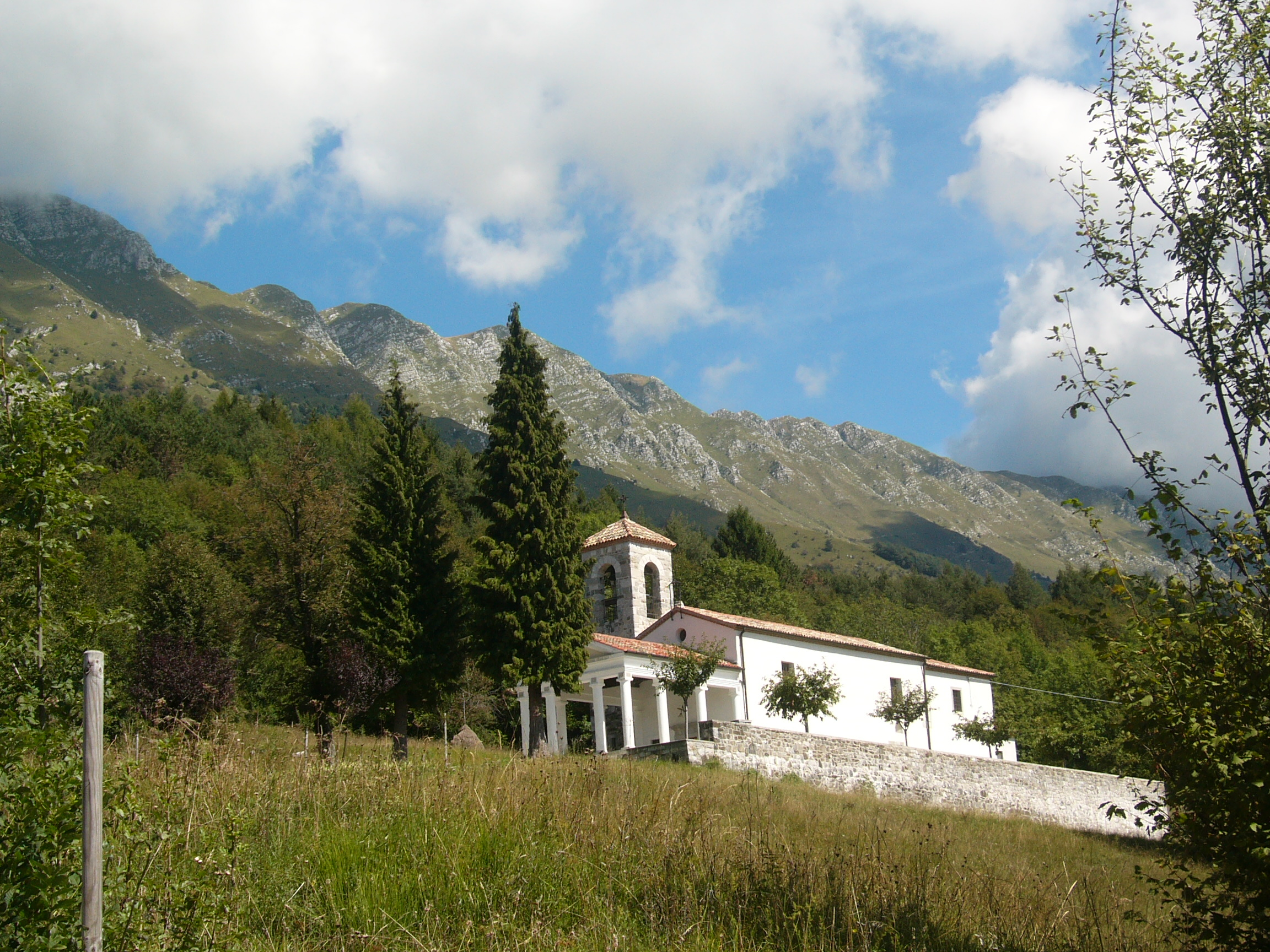
Taipana (Monteaperta)
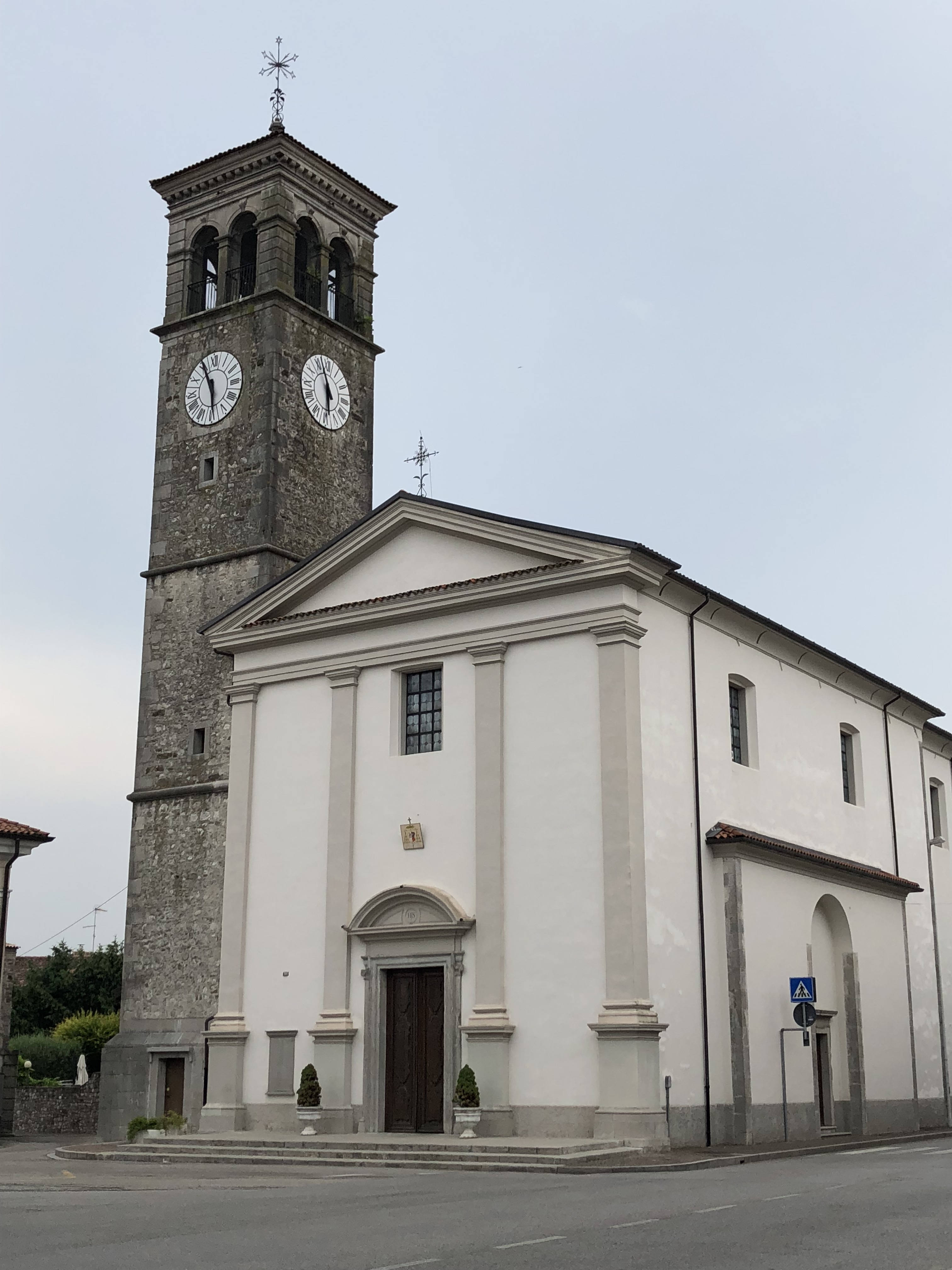
Povoletto
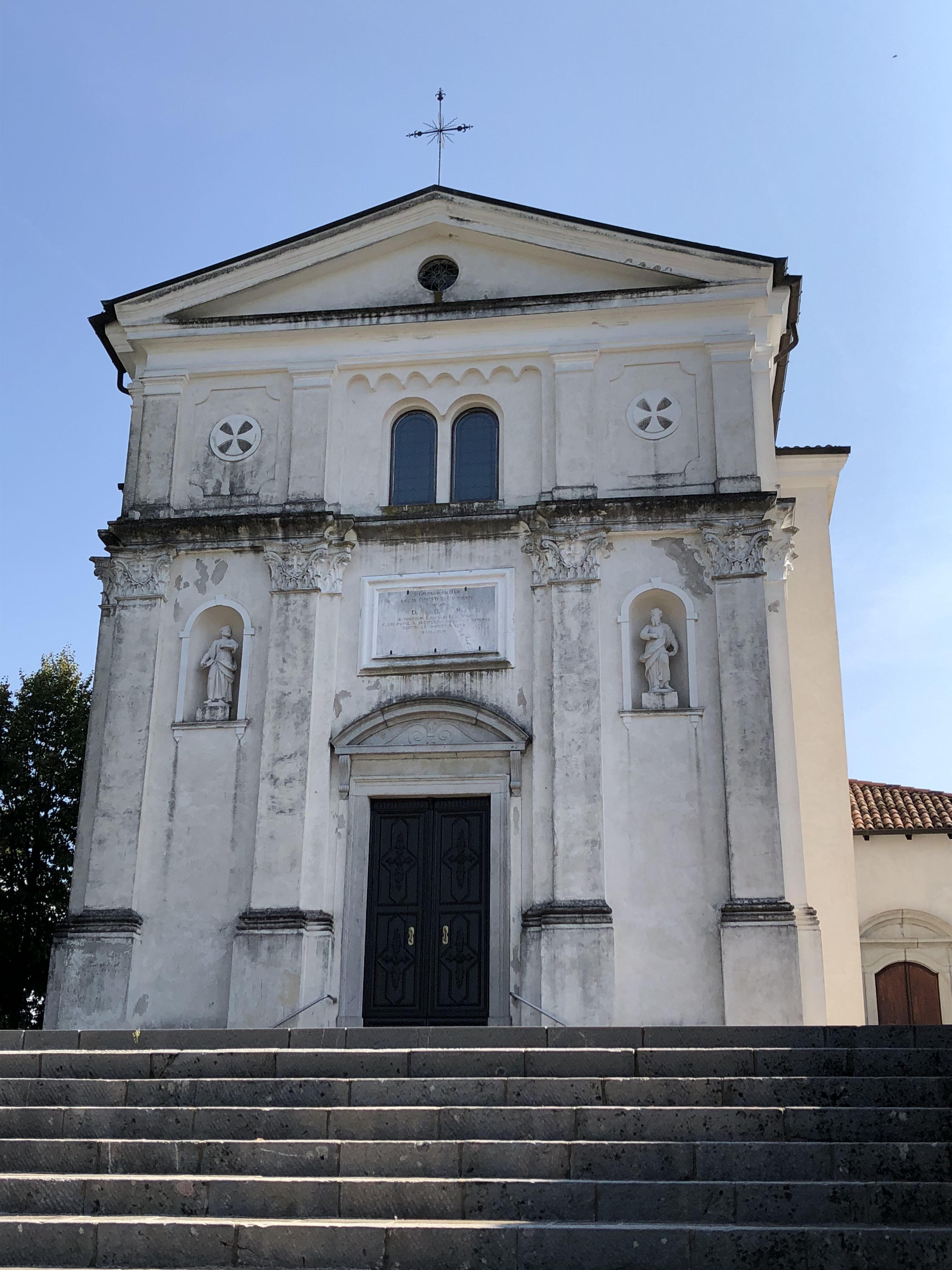
Magnano in Riviera